# Цукемоно
Цукемоно (яп. 漬物, つけもの, «маринована страва» – досл. «запашні речі») — мариновані овочі, які використовуються в японській кухні. Цукемоне подають як гарнір (окадзу) до рису, як закуску до напоїв (оцумамі) або іноді як страву кайсекі під час японських чайних церемоній.
Звичайні види цукемоно є квашеними овочами в розчині кухонної солі. Соєвий соус, місо, оцет (судзуке), рисові висівки (нука) і рисове вино (саке) використовуються як приправи для деяких видів. Серед овочів часто використовується редька дайкон — азійська культивована форма редьки Raphanus sativus L., звичайна редька, слива уме (різновид абрикоса), пекінська капуста, огірок. Традиційно японці подають цукемоно в цукемонокі (漬物器, тобто «Посудина для солінь»). Це посудина з дерева, глини або кераміки, сьогодні такі посудини виготовляють також із пластику або скла, а саме маринування було одним зі найпоширеніших способів консервування їжі. Сьогодні цукемоно продаються в кожному супермаркеті, але багато японців все ще роблять їх самі.
Виготовлення цукемоно відповідає всесвітньовідомій квашеній капусті: подрібнення, засипка в тару по черзі з сіллю, зважування, (контрольоване) бродіння, зберігання без доступу повітря. В Японії зазвичай беруть цукемонокі, сіль і вагу для зважування. Спочатку необхідний тиск чинився шляхом розміщення клина між ручкою банки та круглим диском, покладеним поверх овочів. Сьогодні використовують камінь або металеві тягарці вагою 1–2 кг (Tsukemonoishi漬物石), часто з ручкою і в харчовій пластиковій оболонці. Інші сучасні варіанти передбачають використання з пластикового посуду, а тиск здійснюється гвинтовим шпинделем.
Як і у випадку з квашеною капустою, в основі процесу лежить молочнокисле бродіння. І хоча в Європі для цього зазвичай використовується лише один вид овочів (білокачанна капуста), цукемоно описує різні види та суміші овочів, які зберігаються таким чином.

## Види приготування цукемоно
Основою приготування завжди є додавання кухонної солі до свіжих готових овочів і подальше молочнокисле бродіння. Це відбувається за відсутності доступу повітря. Додані приправи не повинні спричиняти утворення цвілі. Як і квашену капусту, цукемоно можна зберігати кілька місяців після завершення бродіння і з подальшим припиненням доступу повітря.
| Вид         | Японська назва | Приправи                            | Зауваження                |
| ----------- | -------------- | ----------------------------------- | ------------------------- |
| Шиодзуке    | 塩漬け         | просто розсіл                       | –                         |
| Асадзуке    | 浅漬け         | просто розсіл                       | короткий час підготовки   |
| Шоюдзуке    | 醤油漬け       | соєвий соус                         | –                         |
| Місодзуке   | 味噌漬け       | місо                                | –                         |
| Судзуке     | 酢漬け         | Оцет                                | –                         |
| Нукадзуке   | 糠漬け         | рисові висівки                      | –                         |
| Касудзуке   | 粕漬け         | Рисове вино                         | Осад при виробництві саке |
| Шио коджі   | 塩麹           | соляний розчин, рис, культура коджі | –                         |
| Карашідзуке | からし漬け     | Гірчичне зернятко                   | –                         |
| Амасудзуке  | 甘酢漬け       | цукор, оцет                         | –                         |
| Сатодзуке   | 砂糖漬け       | цукор                               | –                         |

Джерело для таблиці:

## Інші види цукемоно
- Аса-дзуке[en]
- Бені-сега
- Беттара-дзуке[en]
- Фукудзін-дзуке[en]
- Касу-дзуке[en]
- Карасі-дзуке
- Мацумае-дзуке[en]
- Нара-дзуке[en]
- Нозавана-дзуке[en]
- Нука-дзуке[en]
- Ґарі (імбир)
- Такуан
- Умебоші
- Сенмай-дзуке
- Сіба-дзуке
- Васабі-дзуке
- Раккьо-дзуке
- Хакусан-дзуке
- Кіку суномоно